# Alexander Lodewijk Lesturgeon
Alexander Lodewijk Lesturgeon (Venlo, 16 oktober 1815 – Zweeloo, 18 juni 1878) was predikant en schrijver in Drenthe.

## Levensloop
Alexander Lodewijk Lesturgeon, werd op 16 oktober 1815 in Venlo geboren als zoon van de kapitein-ingenieur bij de genie Alexander Anthony Lesturgeon en Louise Johanne Mann. Het gezin verhuisde – vanwege de overplaatsing van vader Lesturgeon – in 1821 naar Coevorden in Drenthe. Lesturgeon studeerde – na een voorbereidende opleiding in Kampen en Deventer – theologie in Groningen. In 1844 werd hij predikant in Oosterhesselen en in 1855 in Vledder. Vanaf 1864 was hij predikant in Zweeloo. Hij overleed aldaar op 18 juni 1878.
Lesturgeon is op 3 oktober 1845 in Coevorden getrouwd met Elisabeth Cornelia Dina Boll (1822–1849). Na haar dood is hij op 2 december 1852 in Dalen hertrouwd met Johanna Margaretha Caspers (1827–1908). Hun dochter Louise Johanna (1855-1930) was de tweede vrouw van de industrieel Sybrand Heerma van Voss.

## Betekenis van Lesturgeon voor de Drentse literatuur

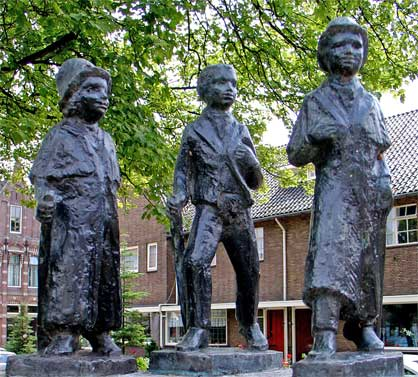
Standbeeld "de drie podagristen" in Coevorden (door Charles Hammes)

Lesturgeon was een van de eerste schrijvers in Drenthe. Hij schreef o.a. samen met de journalist Harm Boom en de uitgever Dubbeld Hemsing van der Scheer onder het pseudoniem de drie podagristen “Drenthe in vlugtige omtrekken geschetst". Het werk was een verzameling volksverhalen, volkskundige feiten en dialectwoorden in de vorm van een reisbeschrijving. Het werk markeert het begin van de drentstalige literatuur. Daarna kwam pas een constante stroom opgang - aldus dr. H. Nijkeuter - van letterkundige Drentse uitgaven in boekvorm.

## Lesturgeon en Drenthe
Zoo is voor u, eerwaardig Drenthe
Thans óók een lentegetij ontwaakt.
Uw weêrgeboorte gaat beginnen.
Een nieuwe geest dringt bij u binnen.
A.L. Lesturgeon in "Aan Drenthe" (1870)
(ontleend aan Nijkeuter, zie: bronvermelding)